# Waynesboro (Tennessee)
Waynesboro település az Amerikai Egyesült Államok Tennessee államában, Wayne megyében, melynek megyeszékhelye is. Lakosainak száma 2317 fő (2020. április 1.).

## Népesség
A település népességének változása:

| 2010 | 2 449 |
| 2020 | 2 317 |